# Delfinariu (cartier în Constanța)
Delfinariu este un cartier în Constanța, învecinat cu cartierele Tăbăcărie și Faleză Nord.
 Acest articol despre o localitate din județul Constanța este deocamdată un ciot. Puteți ajuta Wikipedia prin completarea lui.